# Nederlandse kampioenschappen schaatsen afstanden 2022 - 1500 meter vrouwen
De Nederlandse kampioenschappen schaatsen afstanden 2022 - 1500 meter vrouwen werd gehouden op vrijdag 29 oktober 2021 in Thialf, Heerenveen. 
Titelverdedigster was Jorien ter Mors die de titel pakte tijdens de Nederlandse kampioenschappen schaatsen afstanden 2021. Antoinette de Jong volgde haar op in een race die gekenmerkt werd door veel snelle tijden.

## Uitslag
| #      | Schaatsster         | Tijd    |    |
| ------ | ------------------- | ------- | -- |
| Goud   | Antoinette de Jong  | 1.53,20 | PB |
| Zilver | Ireen Wüst          | 1.53,48 |    |
| Brons  | Jutta Leerdam       | 1.53,64 | PB |
| 4      | Irene Schouten      | 1.54,14 | PB |
| 5      | Jorien ter Mors     | 1.54,65 |    |
| 6      | Marijke Groenewoud  | 1.54,67 | PB |
| 7      | Elisa Dul           | 1.55,07 | PB |
| 8      | Lotte van Beek      | 1.55,16 |    |
| 9      | Gioya Lancee        | 1.56,15 |    |
| 10     | Melissa Wijfje      | 1.56,15 | PB |
| 11     | Sanneke de Neeling  | 1.56,17 |    |
| 12     | Joy Beune           | 1.56,35 |    |
| 13     | Reina Anema         | 1.56,52 |    |
| 14     | Carlijn Achtereekte | 1.56,70 |    |
| 15     | Myrthe de Boer      | 1.56,77 | PB |
| 16     | Robin Groot         | 1.57,14 | PB |
| 17     | Merel Conijn        | 1.57,23 | PB |
| 18     | Kim Talsma          | 1.57,33 | PB |
| 19     | Evelien Vijn        | 1.57,53 | PB |
| 20     | Esther Kiel         | 1.58,36 | PB |
| 21     | Isabelle van Elst   | 1.58,84 |    |
| 22     | Leonie Bats         | 1.59.10 | PB |
| 23     | Isabel Grevelt      | 1.59.60 | PB |
| 24     | Jade Groenewoud     | 2.03,20 |    |

Uitslag
1987 · 
1988 · 
1989 · 
1990 · 
1991 · 
1992 · 
1993 · 
1994 · 
1995 · 
1996 · 
1997 · 
1998 · 
1999 · 
2000 · 
2001 · 
2002 · 
2003 · 
2004 · 
2005 · 
2006 · 
2007 · 
2008 · 
2009 · 
2010 · 
2011 · 
2012 · 
2013 · 
2014 · 
2015 · 
2016 · 
2017 · 
2018 · 
2019 · 
2020 · 
2021 · 
2022 · 
2023 · 
2024 · 
2025